# Ben Shahn
Ben Shahn (Kaunas, Lituania 12 de septiembre de 1898 – 14 de marzo de 1969) fue un pintor, ilustrador, artista gráfico, fotógrafo y escritor lituano de nacimiento que desarrolló su carrera en Estados Unidos. Es conocido por sus obras de realismo social, sus puntos de vista políticos de izquierda, y sus disertaciones publicadas en The Shape of Content.

## Biografía
Shahn nació en el seno de una familia judía en Lituania, cuando ésta formaba parte del Imperio Ruso, sus padres eran Joshua Hessel y Gittel (Lieberman) Shahn. En 1902 su padre fue exiliado a Siberia por sospechas de actividades revolucionarias, y Shahn, con su madre y sus dos hermanos más jóvenes se mudaron a Vilkomir (Ukmergė). 
En 1906, la familia emigra a Estados Unidos donde se encuentran con Hessel, que había escapado de Siberia. Se establecen en el barrio de Williamsburg en Brooklyn, Nueva York donde nacen otros dos hermanos. Uno de sus hermanos más jóvenes muere ahogado a los 17 años. Shahn comienza su trayectoria para convertirse en un artista en Nueva York, donde inicialmente es aprendiz de litógrafo. Estas primeras experiencia de Shahn con la litografía y el diseño gráfico se observa en sus impresiones y pinturas posteriores que a menudo incluyen combinaciones de texto e imagen. Shahn para expresarse utiliza principalmente témpera al huevo, lo que era popular entre los realistas sociales.
Si bien Shahn cursa en 1919 estudios de biología en la New York University, en 1921 se decide por el arte estudiando en el City College y luego en la National Academy of Design. Luego de contraer matrimonio en 1924 con Tillie Goldstein, los dos viajan al Norte de África y luego a Europa, donde realiza el "peregrinaje tradicional de los artistas." Allí estudia a los grandes artistas europeos tales como Henri Matisse, Raoul Dufy, Georges Rouault, Pablo Picasso y Paul Klee. Entre los contemporáneos que van a tener un gran impacto en la obra y carrera de Shahn se encuentran Walker Evans, Diego Rivera y Jean Charlot.
Shahn no estaba satisfecho con las obras que estaban inspiradas en sus viajes, alegando que sus obras carecían de originalidad. Shahn eventualmente superó su búsqueda del arte moderno europeo; en cambio enfoca sus esfuerzos hacia el estilo realista que utiliza para contribuir al diálogo social.
Las 23 pinturas gouache de los juicios a Sacco y Vanzetti expresan las preocupaciones políticas de su época, rechazando las recetas académicas. The Passion of Sacco and Vanzetti (La pasión de Sacco y Vanzetti) se expuso en 1932 y fue muy elogiada por los críticos y el público. Estas series le dieron a Shahn confianza para desarrollar su estilo personal, sin importancia de los estándares artísticos de la sociedad.

## Obras durante la Gran Depresión

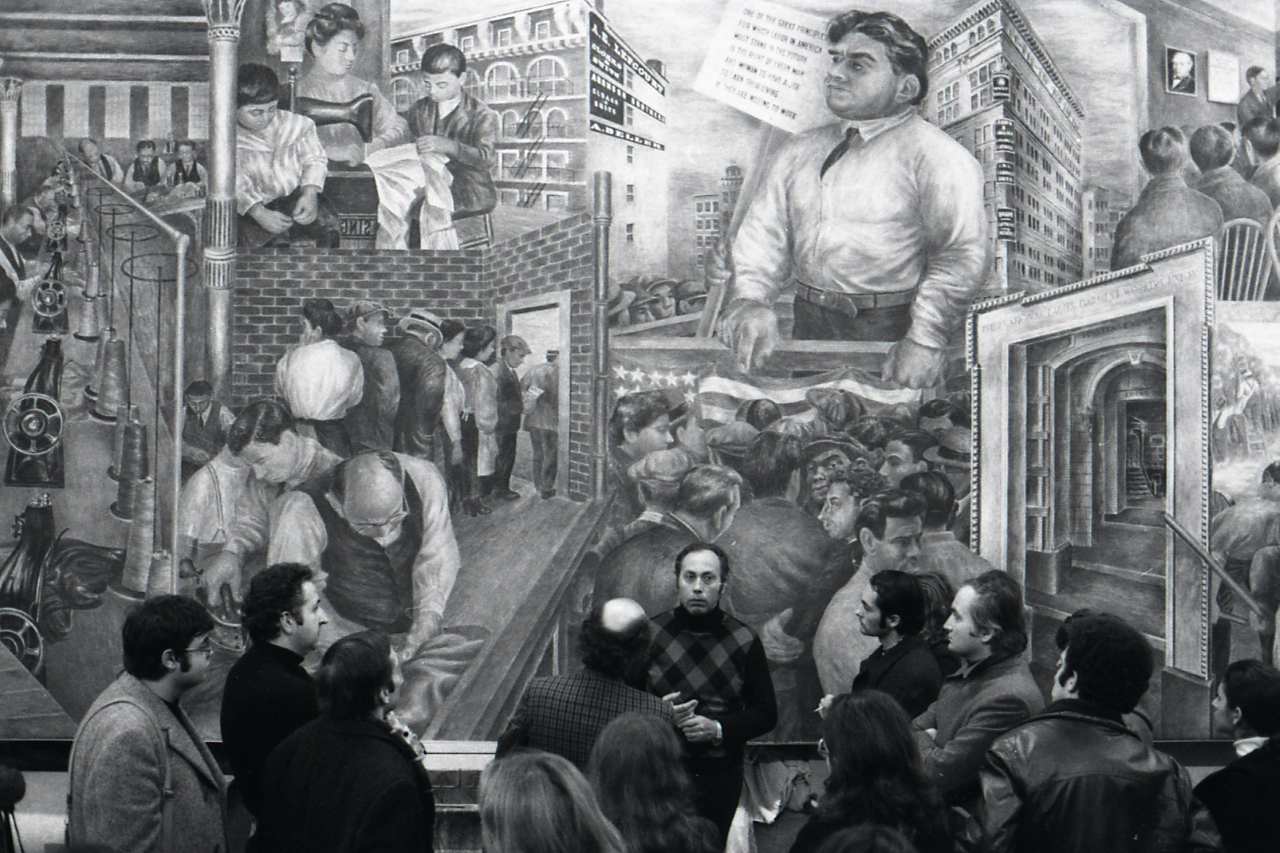
Panel central de mural Jersey Homesteads (1937-1938) fotografiado por Paolo Monti en 1972

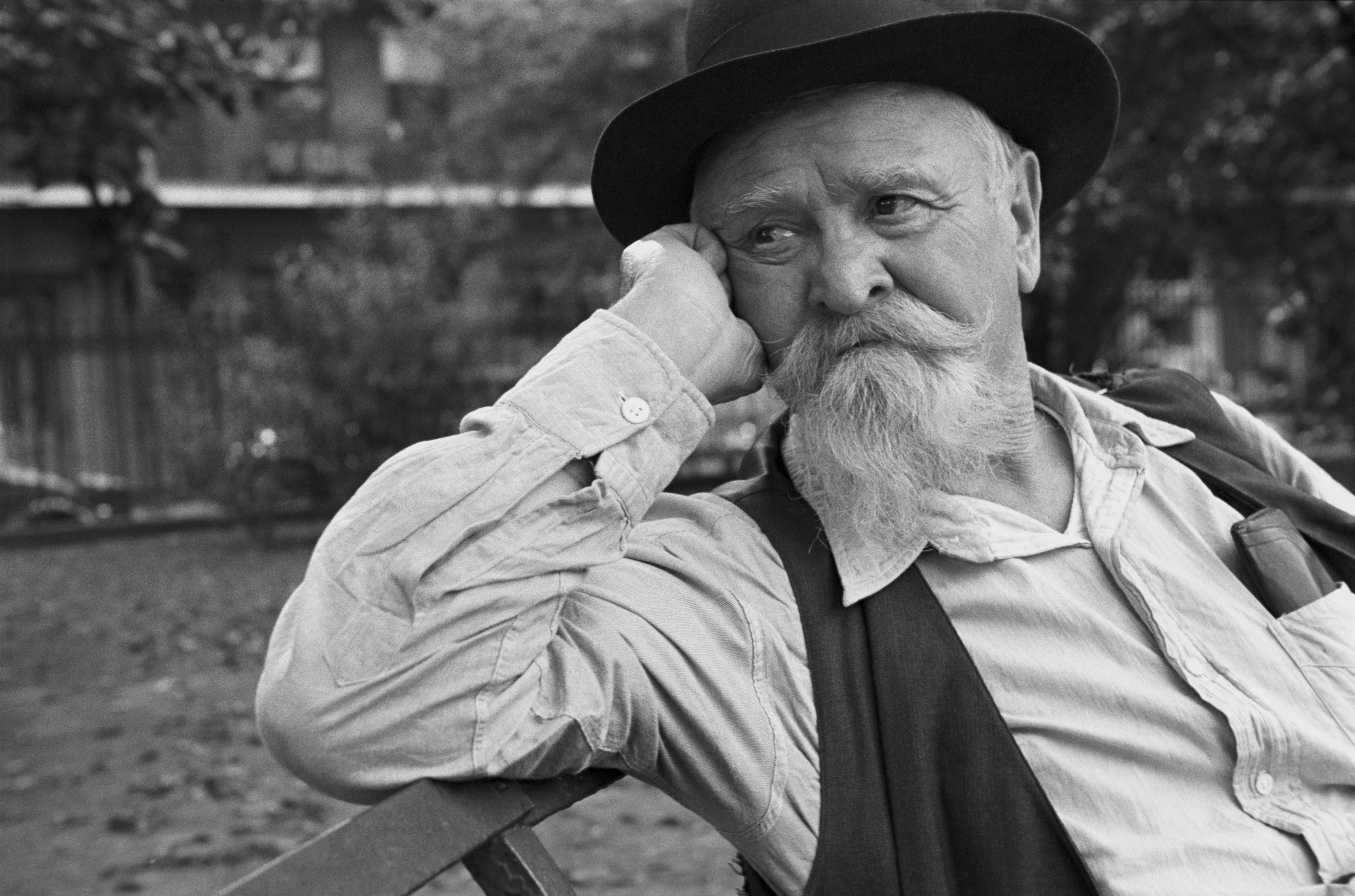
Fotografía de un marinero tomada por Shahn en Jackson Square, Nueva Orleans, 1935.

La serie de trabajos que Shahn realiza a continuación sobre el líder trabajador de California Tom Mooney le granjeó el reconocimiento de Diego Rivera. En mayo y junio de 1933, fue ayudante de Diego Rivera mientras Rivera trabajaba en el infame mural del Rockefeller Center. Shahn tuvo un rol en promover la controversia, al hacer circular una petición entre los trabajadores. También durante este período, Shahn conoce a la reportera Bernarda Bryson, quien posteriormente se convierte en su segunda esposa. Si bien su casamiento fue un éxito, el mural, su proyecto de 1934 para el Public Works of Art Projects y la propuesta para la Comisión Municipal de Arte todos fracasaron. Por suerte, en 1935, Shahn fue recomendado por Walker Evans, amigo y antiguo compañero de habitación, a Roy Stryker para unirse al grupo de fotógrafos en la Farm Security Administration (FSA). Como miembro del grupo FSA, Shahn viajó y fotografió el sur norteamericano junto con sus colegas Walker Evans y Dorothea Lange. En forma similar a sus fotografías anteriores de la ciudad de Nueva york, la obra de Shahn para el FSA puede ser considerada del tipo de documental social. Similarly, Shahn’s New Deal art for the FSA and Resettlement Agency expone el modo de vida y las condiciones de trabajo en Estados Unidos. También trabajó para estas agencias como artista gráfico y pintor. El mural al fresco de Shahn para el centro comunitario de Jersey Homesteads es una de sus obras más famosas, pero el gobierno también contrata a Shahn para realizar los murales del Anexo de la Oficina Postal Central de Bronx y la Seguridad Social. En 1939, Shahn y su esposa producen un conjunto de 13 murales inspirados en el poema de Walt Whitman's I See America Working (Veo a Norteamérica trabajar y los instalan en la Oficina de Correos de Estados Unidos en el Anexo Central del Bronx. La curadora de arte Susan Edwards reconoce esta influencia de su arte en la consciencia del público, y escribe al respecto, "La administración Roosevelt está convencida que este tipo de imágenes son utiles para persuadir no solo a los votantes sino también a los miembros del Congreso de apoyar los programas federales de ayuda y recuperación… El arte que él produjo para el gobierno federal afirma a la vez su propio legado y el del New Deal."

## Obras
- Bartolomeo Vanzetti and Nicola Sacco Their Guards,1932, Collection of Miss Patricia Healey Yale University
- The Passion of Sacco and Vanzetti, 1931–3, Whitney Museum
- Untitled (Houston Street Playground, New York City), 1932, Fogg Art Museum

- W.C.T.U Parade, 1933-4, Museum of the City of New York

- Jersey Homesteads Mural, 1937-38, Community Center of the Federal Housing Development, Roosevelt, New Jersey

- Still Music, 1938, Philips Collection Archivado el 3 de junio de 2017 en Wayback Machine., Washington D. C.

- Handball, 1939, The Museum of Modern Art, New York (Mrs. John D. Rockefeller, Jr., Fund)
- The Meaning of Social Mural, 1940-2, Federal Security Building, Washington D. C.

- For Full Employment after the War, Register-Vote, 1944, The Museum of Modern Art, New York

- Allegory, 1948, Bill Bomar Collection at The Modern (enlace roto disponible en Internet Archive; véase el historial, la primera versión y la última).
- Age of Anxiety, 1953, The Joseph H. Hirschhorn Foundation, Inc.

## Exposiciones
- “Ben Shahn: Paintings and Drawings,” 1930, Edith Halpert's Downtown Gallery, Nueva York
- “57th Annual American Exhibition: Water Colors and Drawings,” 1946, Tate Gallery en Londres
- “Ben Shahn: A Retrospective,” 1947, Museum of Modern Art, Nueva York
- “Esposizione Biennale internationale D’Arte XXVII,” 1954, Venecia
- “Ben Shahn,” 1962, Palais des Beaux-Arts de Bruselas, Bélgica; Galleria Nazionale D’arte Moderna en Roma; Albertina en Viena, Austria.
- “The Collected Prints of Ben Shahn,” 1969, Philadelphia Museum of Art, Pensilvania.
- “Ben Shahn: A Retrospective Exhibition, ” 1969, New Jersey State Museum, Trenton, New Jersey.
- “Ben Shahn's New York: The Photography of Modern Times,” 2000-2001, Fogg Art Museum, Cambridge, Massachusetts.
- Ben Shahn. De la no conformidad (4 de octubre de 2023 - 26 de febrero de 2024). Comisaria: Laura Laura Katzman, Museo Nacional Centro de Arte Reina Sofía, Madrid.[7]